# Liechtenstein i olympiska vinterspelen 1988
Liechtenstein deltog med 13 deltagare vid de olympiska vinterspelen 1988 i Calgary. Totalt vann de en bronsmedalj.

## Medaljer

### Brons
- Paul Frommelt - Alpin skidåkning, Slalom.